# Leichtathletik-Weltmeisterschaften 1999/4 × 400 m der Frauen
Die 4-mal-400-Meter-Staffel der Frauen bei den Leichtathletik-Weltmeisterschaften 1999 wurde am 28. und 29. August 1999 im Olympiastadion der spanischen Stadt Sevilla ausgetragen.
Weltmeister wurde Russland in der Besetzung Tatjana Tschebykina, Swetlana Gontscharenko, Olga Kotljarowa (Finale) und Natalja Nasarowa (Finale) sowie den im Vorlauf außerdem eingesetzten Natalja Scharowa und Jekaterina Bachwalowa.

Den zweiten Platz belegten die Vereinigten Staaten mit Suziann Reid, Maicel Malone-Wallace, Michelle Collins und Jearl Miles Clark (Finale) sowie der im Vorlauf außerdem eingesetzten Andrea Anderson.

Bronze ging an Deutschland in der Besetzung Anke Feller, Uta Rohländer, Anja Rücker und Grit Breuer (Finale) sowie der im Vorlauf außerdem eingesetzten Anja Knippel.
Auch die nur im Vorlauf eingesetzten Läuferinnen erhielten entsprechendes Edelmetall. Rekorde und Bestleistungen standen dagegen nur den tatsächlich laufenden Athletinnen zu.

## Bestehende Rekorde
| Weltrekord | 3:15,17 min | Sowjetunion (Tazzjana Ljadouskaja, Olga Nasarowa, Marija Pinigina, Olha Bryshina) | OS in Seoul Südkorea        | 1. Oktober 1988 |
| WM-Rekord  | 3:16,71 min | USA (Gwen Torrence, Maicel Malone-Wallace, Natasha Kaiser-Brown, Jearl Miles)     | WM in Stuttgart Deutschland | 22. August 1993 |

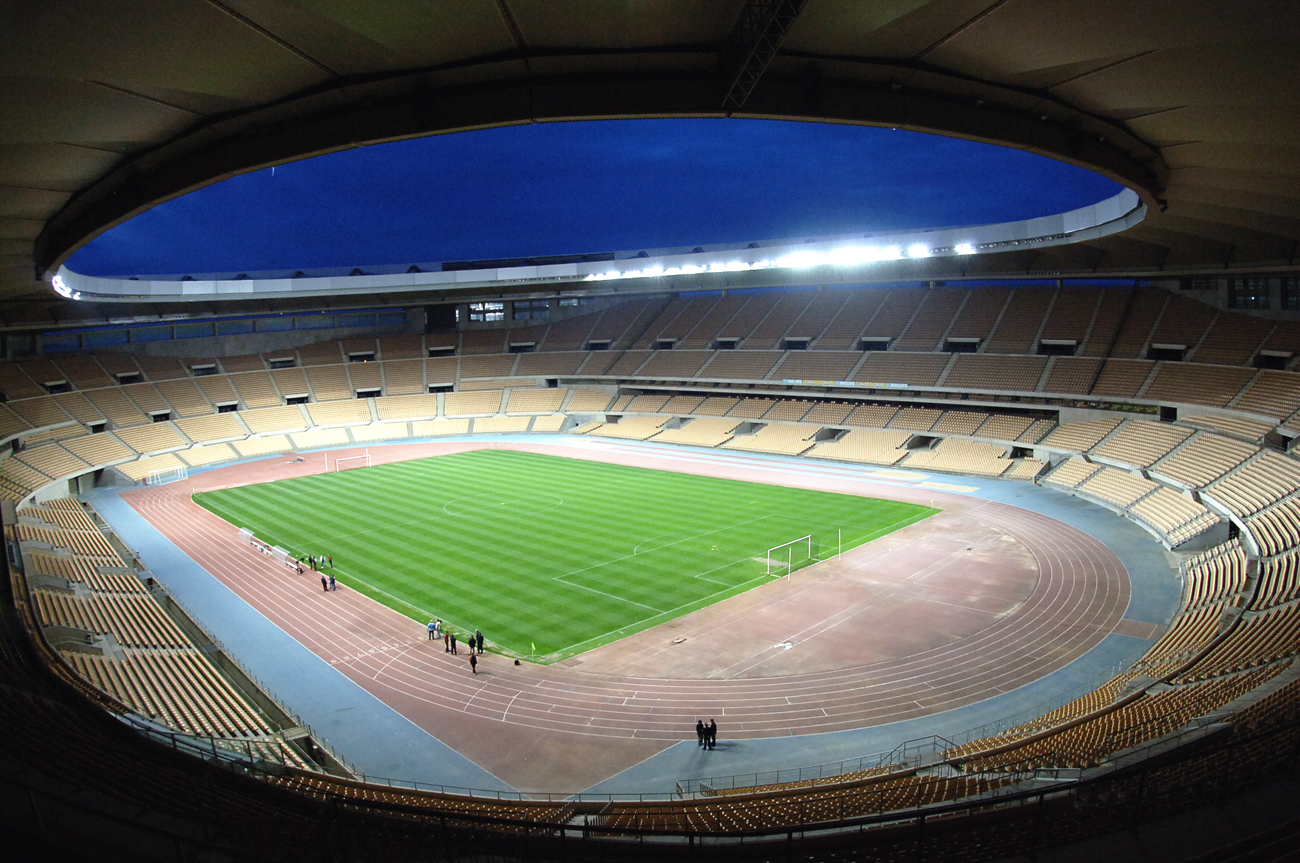
Das Olympiastadion von Sevilla im Jahr 2011

Der bestehende WM-Rekord wurde bei diesen Weltmeisterschaften nicht eingestellt und nicht verbessert.
Zweimal wurde die bestehende Weltjahresbestleistung verbessert und es gab zwei neue Landesrekorde:
- Weltjahresbestleistungen:
  - 3:24,51 min – Russland (Natalja Scharowa, Jekaterina Bachwalowa. Tatjana Tschebykina, Swetlana Gontscharenko), 1. Vorlauf am 28. August
  - 3:21,98 min – Russland (Tatjana Tschebykina, Swetlana Gontscharenko, Olga Kotljarowa, Natalja Nasarowa), Finale am 29. August
- Landesrekorde:
  - 3:30,99 min – Senegal (Aïda Diop, Mame Tacko Diouf, Aminata Diouf, Amy Mbacké Thiam), Finale am 29. August
  - 3:33,51 min – Kamerun (Mireille Nguimgo, Myriam Léonie Mani, Stéphanie Nicole Zanga, Claudine Komgang), Finale am 29. August

## Doping
In diesem Wettbewerb gab es einen Dopingfall.
Die Staffel Liberias, die im Vorlauf – zunächst mit Landesrekord – ausgeschieden war, wurde wegen Dopingmissbrauchs ihrer Schlussläuferin Hannah Cooper disqualifiziert.

## Vorrunde
Die Vorrunde wurde in drei Läufen durchgeführt. Die ersten beiden Staffeln pro Lauf – hellblau unterlegt – sowie die darüber hinaus zwei zeitschnellsten Teams – hellgrün unterlegt – qualifizierten sich für das Finale.

### Vorlauf 1
28. August 1999, 20:20 Uhr
| Platz | Staffel    | Besetzung                                                                                             | Zeit (min) |
| ----- | ---------- | --- | ---------- |
| 1     | Russland   | Natalja Scharowa (Vorlauf) Jekaterina Bachwalowa (Vorlauf) Tatjana Tschebykina Swetlana Gontscharenko | 3:24,51 WL |
| 2     | Australien | Tamsyn Lewis (Vorlauf) Lee Naylor Susan Andrews Cathy Freeman                                         | 3:27,34    |
| 3     | Kuba       | Julia Duporty Zulia Calatayud Yupalis Diaz Idalmis Bonne                                              | 3:27,54    |
| 4     | Kanada     | Karlene Haughton LaDonna Antoine Candice Jones Foy Williams                                           | 3:28,47    |
| 5     | Senegal    | Aïda Diop Mame Tacko Diouf Aminata Diouf Amy Mbacké Thiam                                             | 3:30,99 NR |
| 6     | Spanien    | Elena Córcoles Yolanda Reyes Miriam Bravo Lisette Ferri                                               | 3:36,28    |

### Vorlauf 2
28. August 1999, 20:29 Uhr
| Platz | Staffel        | Besetzung                                                                          | Zeit (min) |
| ----- | -------------- | ---------------------------------------------------------------------------------- | ---------- |
| 1     | Deutschland    | Anke Feller Uta Rohländer Anja Knippel (Vorlauf) Anja Rücker                       | 3:24,80    |
| 2     | Tschechien     | Jitka Burianová Hana Benešová Ludmila Formanová Helena Fuchsová                    | 3:25,58    |
| 3     | Jamaika        | Beverly Grant Charmaine Howell (Vorlauf) Tracey Barnes (Vorlauf) Claudine Williams | 3:27,78    |
| 4     | Großbritannien | Donna Fraser Helen Frost Michelle Thomas Sinead Dudgeon                            | 3:27,99    |
| 5     | Kamerun        | Mireille Nguimgo Myriam Léonie Mani Stéphanie Nicole Zanga Claudine Komgang        | 3:33,51 NR |
| DOP   | Liberia        | Jocelyn Harris Grace Dinkins Joetta Dweh Hannah Cooper                             |            |

### Vorlauf 3
28. August 1999, 20:38 Uhr
| Platz | Staffel  | Besetzung                                                                      | Zeit (min) |
| ----- | -------- | ------------------------------------------------------------------------------ | ---------- |
| 1     | USA      | Suziann Reid Maicel Malone-Wallace Andrea Anderson (Vorlauf) Michelle Collins  | 3:25,10    |
| 2     | Italien  | Danielle Perpoli (Vorlauf) Patrizia Spuri Monika Niederstätter Virna De Angeli | 3:31,67    |
| 3     | Barbados | Andrea Blackett Melissa Straker Lucy-Ann Richards Joanne Durant                | 3:34,37    |
| 4     | Indien   | M. K. Asha Beenamol Kalayathum Rosa Kutty Jincy Philip                         | 3:36,54    |
| DNS   | Rumänien | Otilia Ruicu Ionela Târlea Andrea Burlacu Ana Maria Barbu                      |            |
| DNS   | Nigeria  | Falilat Ogunkoya Charity Opara Olabisi Afolabi Mabel Madojemu                  |            |

## Finale
29. August 1999, 20:50 Uhr
| Platz | Staffel     | Besetzung | Zeit (min) |
| ----- | ----------- | --- | ---------- |
| 1     | Russland    | Tatjana Tschebykina Swetlana Gontscharenko Olga Kotljarowa (Finale) Natalja Nasarowa (Finale) im Vorlauf außerdem: Natalja Scharowa Jekaterina Bachwalowa | 3:21,98 WL |
| 2     | USA         | Suziann Reid Maicel Malone-Wallace Michelle Collins Jearl Miles Clark (Finale) im Vorlauf außerdem: Andrea Anderson                                       | 3:22,09    |
| 3     | Deutschland | Anke Feller Uta Rohländer Anja Rücker Grit Breuer (Finale) im Vorlauf außerdem: Anja Knippel                                                              | 3:22,43    |
| 4     | Tschechien  | Jitka Burianová Hana Benešová Ludmila Formanová Helena Fuchsová                                                                                           | 3:23,82    |
| 5     | Jamaika     | Beverly Grant Lorraine Graham (Finale) Claudine Williams Deon Hemmings (Finale) im Vorlauf außerdem: Charmaine Howell Tracey Barnes                       | 3:24,83    |
| 6     | Australien  | Tania van Heer (Finale) Lee Naylor Susan Andrews Cathy Freeman im Vorlauf außerdem: Tamsyn Lewis                                                          | 3:28,04    |
| 7     | Kuba        | Julia Duporty Zulia Calatayud Yupalis Diaz Idalmis Bonne                                                                                                  | 3:29,19    |
| 8     | Italien     | Virna De Angeli Patrizia Spuri Francesca Carbone (Finale) Monika Niederstätter im Vorlauf außerdem: Danielle Perpoli                                      | 3:29,56    |

## Video
- Women's 4x400m Relay World Athletics Champs Seville 1999 auf youtube.com, abgerufen am 27. Juli 2020